# بطاقة جواز سفر الولايات المتحدة
بطاقة جواز سفر الولايات المتحدة، هي بطاقة هوية وطنية اختيارية ووثيقة سفر صادرة عن الحكومة الاتحادية للولايات المتحدة في حجم بطاقة ائتمان. وعلى غرار دفتر جوازات السفر الأمريكي، لا تصدر بطاقة الجوازات إلا لمواطني الولايات المتحدة فقط من قبل وزارة الخارجية الأمريكية، مع الامتثال لمعايير وثائق الهوية المحددة في قانون الهوية الحقيقية، ويمكن استخدامها دليلًا على الجنسية والهوية في الولايات المتحدة. وتسمح بطاقة الجوازات لحامليها بالسفر من طريق الرحلات الجوية المحلية داخل الولايات المتحدة، والسفر برًا وبحرًا داخل أمريكا الشمالية. غير أنه لا يمكن استخدام بطاقة الجوازات في السفر الجوي الدولي.
أنشئت بطاقة جواز السفر (المعروفة سابقًا باسم بطاقة خدمة أمن الوصول إلى الناس، أو بطاقة المرور)، نتيجة لمبادرة السفر في نصف الكرة الغربي (WHTI)، التي فرضت متطلبات وثائقية أكثر صرامة على المسافرين، وجرى قبول الطلبات منذ 1 فبراير 2008، وبدأ إنتاج البطاقات في 14 يوليو 2008. وبحلول نهاية عام 2016، أصدِرت أكثر من 12 مليون بطاقة جواز سفر لمواطني الولايات المتحدة. تُصنع البطاقة بواسطة L-1 حلول الهوية، وبطاقات الهوية الوطنية ذات الفائدة المماثلة شائعة داخل الاتحاد الأوروبي، وبلدان منطقة التجارة الحرة الأوروبية للاستخدام الوطني والدولي على حد سواء، مع اختلاف أن هذه البطاقات غالبًا ما تكون إلزامية لحملها في عدد من هذه البلدان. وعلى النقيض من ذلك، لا تشترط أي ولاية أمريكية عامة أن يحمل الأشخاص هويتهم.

## التاريخ
نتيجة لهجمات 11 سبتمبر 2001، بدأت الولايات المتحدة بتنفيذ مجموعة من التدابير لزيادة أمن حدودها ووثائق هويتها. وكانت إحدى نتائج ذلك مبادرة السفر في نصف الكرة الغربي (WHTI)، التي تنص بدءًا من عام 2007 على استخدام عدد أصغر وأكثر أمنًا من الوثائق التي تتحقق من الهوية والمواطنة على حد سواء لتيسير تحديد الهوية وعبور الحدود الدولية. وقبل WHTI، كانت أنواع مختلفة كثيرة من الوثائق مقبولة لعبور الحدود، متضمنةً شهادات الميلاد التي أصدرتها آلاف السلطات المختلفة داخل الولايات المتحدة وكندا. ونتيجة لهذا، WHTI كان سيطلب من مواطني الولايات المتحدة المسافرين إلى كندا الحصول على كتيب جوازات سفر لدخول الولايات المتحدة. ومن أجل توفير بديل أقل تكلفة وأكثر قابلية للتنقل للمجتمعات الحدودية والمسافرين المتكررين، وضعت بطاقة الجوازات.
وفي محاولة لتحسين الكفاءة في المعابر البرية، تتضمن بطاقة الجوازات أيضًا رقاقة تعريف للترددات اللاسلكية مقروءة على مقربة برقم تعريف فريد مرتبط بقواعد البيانات الحكومية. وخلافًا لدفتر الجوازات، فإن رقاقة RFID في بطاقة الجوازات مصممة لتكون قابلة للقراءة على مسافة أبعد، ما يسمح لوكلاء الحدود بالوصول إلى معلومات المسافرين قبل أن يسحبوا إلى محطة التفتيش. وفي حين أن جواز السفر البايومتري يحتوي على رقاقة تحتوي على جميع معلومات المسافر بصورة إلكترونية، فإن رقاقة RFID في بطاقة جواز السفر لا تحتوي على أي معلومات شخصية تتجاوز رقم التعريف، وتستخدم لتحديد مكان السجلات في قواعد بيانات حكومية آمنة. لمنع قراءة رقاقة RFID عند عدم استخدام البطاقة، تأتي بطاقة الجوازات بكمية مصممة لحجب RFID في الداخل.